# Adinkerke
Adinkerke is een dorp in de Belgische provincie West-Vlaanderen en een deelgemeente van de kustgemeente De Panne. Het was een zelfstandige gemeente tot aan de gemeentelijke herindeling van 1977.
Het dorp ligt in de Westhoek, dicht bij de grens met Frankrijk. Adinkerke ligt op een drietal kilometer van de kust, aan het kanaal Nieuwpoort-Duinkerke. Ten westen van de dorpskern, richting Frankrijk, ligt een duinengordel. De rest van het grondgebied is poldergrond.
Adinkerke is vooral gericht op wonen. Naast lokale winkels heeft de plaats – vanwege haar ligging dicht bij de grens – een opmerkelijk hoog aantal tabakswinkels en tankstations, die vooral geconcentreerd zijn rond het kanaal Nieuwpoort-Duinkerke.

## Geschiedenis
De regio was al bewoond in de 5e eeuw v.Chr. In de Late IJzertijd werd er veeteelt en zoutwinning gedaan, en ook uit de Romeinse tijd zijn sporen teruggevonden. Ook tijdens de Frankische tijd en in de middeleeuwen bestond er een nederzetting.
De eerste vermelding van Adinkerke was in 1123, als Adenkercka. "Adin" is waarschijnlijk afgeleid van een mansnaam, Audo. Het gebied was opgenomen in de kasselrij Veurne-Ambacht. De parochie van Adinkerke hoorde voor 1553 bij het bisdom Terwaan. Vanaf 1553 hoorde ze bij het bisdom Ieper, vanaf 1801 bij het bisdom Gent en ten slotte sinds 1834 bij het bisdom Brugge.
In 1782, in de tijd van de Oostenrijkse Nederlanden, werd een kleine nederzetting opgericht door vooraanstaande burgers uit Veurne. Dit omdat keizer Jozef II de visserij wilde bevorderen. De nederzetting werd gebouwd tussen de duinen en de zee en ze werd Sint-Jozefsdorp genoemd, later werd dit Kerckepanne. Dit gehucht zou uitgroeien tot het latere centrum van La Panne (De Panne). Het gehuchtje werd in 1789 bij de parochie van Adinkerke gevoegd, en werd vanaf 1799 ook administratief een deel van de gemeente Adinkerke.
Vanaf de tweede helft van de 19e eeuw groeide het gehucht De Panne uit tot een toeristische badplaats. Het gehucht werd op 24 juli 1911 opnieuw afgescheiden van Adinkerke, en werd nu een zelfstandige gemeente. Uiteindelijk werden tijdens de gemeentelijke fusies van 1977 beide gemeentes weer samengevoegd, maar ditmaal werd Adinkerke bij het ondertussen grotere De Panne gevoegd.

## Demografische ontwikkeling
- Bronnen:NIS, Opm:1831 tot en met 1970=volkstellingen; 1976 = inwoneraantal op 31 december
- *1920: Afsplitsing van De Panne als zelfstandige gemeente in 1911
- *1947: aanhechting van de wijk Bewesterpoort en de enclave Veurns Eiland van Veurne in 1931

## Bezienswaardigheden

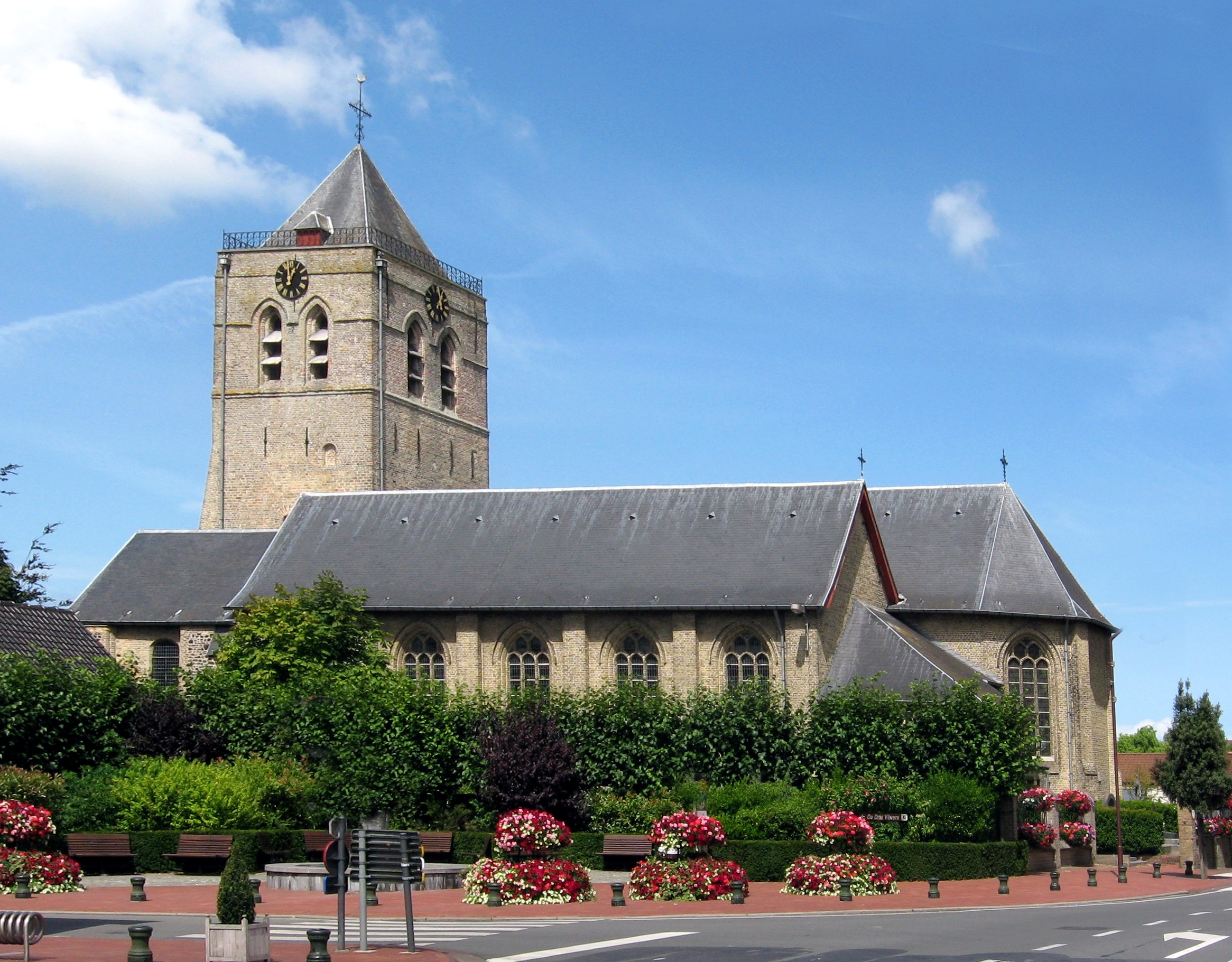
Sint-Audomaruskerk

- In Adinkerke bevindt zich het pretpark Plopsaland De Panne, voorheen Meli Park.
- De Militaire begraafplaats Adinkerke, bestaande uit een Belgische militaire begraafplaats uit de Eerste Wereldoorlog en een Brits militair kerkhof met graven uit beide wereldoorlogen.
- De Sint-Audomaruskerk is een neogotische hallenkerk. De romaanse kerktoren dateert deels uit de 12de eeuw. De rooms-katholieke parochie en kerk zijn genoemd naar Sint Audomarus.
- Het Museum Cabour WOII & 2/4 Lansiers, een militair museum
- De Veldbatterij Adinkerke uit de Tweede Wereldoorlog

## Natuur en landschap
Adinkerke ligt in het West-Vlaams poldergebied op een hoogte van ongeveer 4 meter. Het Domein Cabour, ten zuidwesten van de kom, is een natuurgebied dat oude binnenduinen omvat. Adinkerke ligt ook aan het Kanaal Nieuwpoort-Duinkerke. In het zuiden vindt men De Moeren en in het westen de Belgisch-Franse grens. In het noordwesten ligt het Natuurreservaat De Westhoek.

## Politiek
Tot de gemeentelijke fusie van 1977 had Adinkerke een eigen gemeentebestuur en burgemeester. Burgemeesters waren:
- 1836-1838 : Petrus Jacobus Visage
- 1838-1852 : Jacobus Franciscus Lefebure
- 1852-1878 : Ludovicus Franciscus Ryckeboer
- 1878-1888 : Ludovicus Josephus Luyssen
- 1888-1893 : Edmond Gustaaf Debeerst
- 1895-1911 : Leopoldus Franciscus Vanhoutte
- 1911-1932 : Eduard Carolus Vandenberghe
- 1932-1942 : Camille Remi Debaenst
- 1942-1944 : Lodewijk Emiel Ryckeboer
- 1944-1946 : Camille Remi Debaenst
- 1947-1972 : Joseph Gregorius Albertus Deburchgrave
- 1972-1977 : Michel Bruynooghe

## Verkeer
- Adinkerke ligt aan de snelweg A18, en is bereikbaar via de eerste op- en afrit op Belgisch grondgebied. Op de afrit sluit de N34 aan, die naar de kust loopt, en verder loopt als de Koninklijke Baan langsheen de kust.
- Het NMBS-station van De Panne ligt in Adinkerke en werd gebouwd in 1913. Adinkerke is sinds 1998 tevens het eindpunt van de kusttram, die in Knokke, 67 kilometer verderop, start. Trein en tram komen aan hetzelfde perron. Er zijn ook al heel lang plannen voor een lightrail- of tramverbinding via het bestaande maar ongebruikte spoor van hier naar Duinkerke in Frans-Vlaanderen.

Adinkerke was al eerder per tram bereikbaar: tussen 1901 en 1956 was er een pendeldienst tot in De Panne. Eerst als paardentram, van 1914-1918 'tractortram', daarna weer even met paarden, vanaf 1920 met twee stoomlocomotiefjes, en vanaf 1928 met motortractie. In 1932 nam de NMVB de lijn over en werd deze elektrisch. Na de zomer van 1955 werd deze opgeheven. Vanaf 1955 reed er een buslijn, 781, die ook na 1998 nog jaren gehandhaafd werd.
Anno 2023 kent Adinkerke nog één buslijn, 55 Veurne - Houtem, via het station en De Panne. Daarnaast is er nog een belbus 57, en een Franse buslijn naar Leffrinckoucke, vanaf het station. Met een overstap is Duinkerken bereikbaar.

## Sport
Voetbalclub KSV White Star Adinkerke is aangesloten bij de KBVB en speelt sinds het seizoen 15/16 in de 4de klasse van het Belgisch voetbal.
Sedert seizoen 2018 - 2019 speelt W.S. Adinkerke terug in 4e provinciale (herstart)

## Geboren in Adinkerke
- Michiel Hendryckx (1951), fotograaf

## Nabijgelegen kernen
De Panne, Bray-Dunes, Gijvelde, De Moeren, Bulskamp, Veurne